# Пшитулы (Подляское воеводство)
Пшитулы (пол. Przytuły) — деревня в Польше, входит в состав Ломжинского повята Подляского воеводства. Административный центр гмины Пшитулы. Находится на пересечении региональных автодорог 648 и 668 примерно в 27 км к северо-востоку от города Ломжа. По оценке 2015 года, в деревне проживало примерно 192 человека. Есть католический костёл.